# Station Windsor & Eton Riverside
Windsor & Eton Riverside is een spoorwegstation van National Rail in Windsor, Windsor and Maidenhead in Engeland. Het station is eigendom van Network Rail en wordt beheerd door South Western Railway. Het station is geopend in 1849. Het station is een van de treinstations in het Verenigd Koninkrijk met een koninklijke wachtkamer.

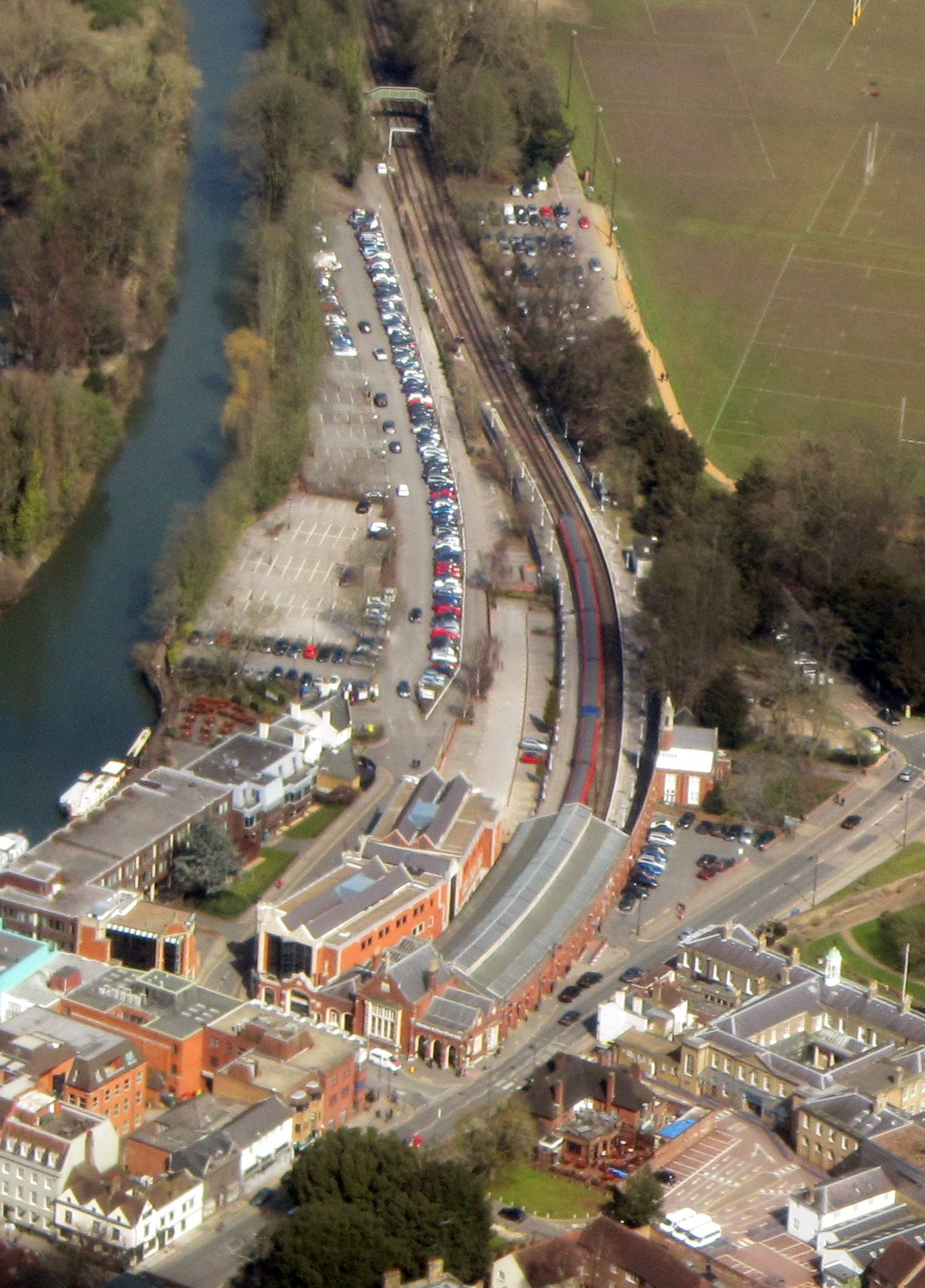
Overzicht